# Vlinderpijlstormvogel
De vlinderpijlstormvogel (Puffinus gavia) is een vogel uit de familie van de stormvogels en pijlstormvogels (Procellariidae).

## Verspreiding
Deze endemische pijlstormvogel van Nieuw-Zeeland broedt op vele eilandjes rondom het Noordereiland.

## Status
De grootte van de populatie is in 2004 geschat op 100 duizend vogels. Op de Rode lijst van de IUCN heeft deze soort de status niet bedreigd.

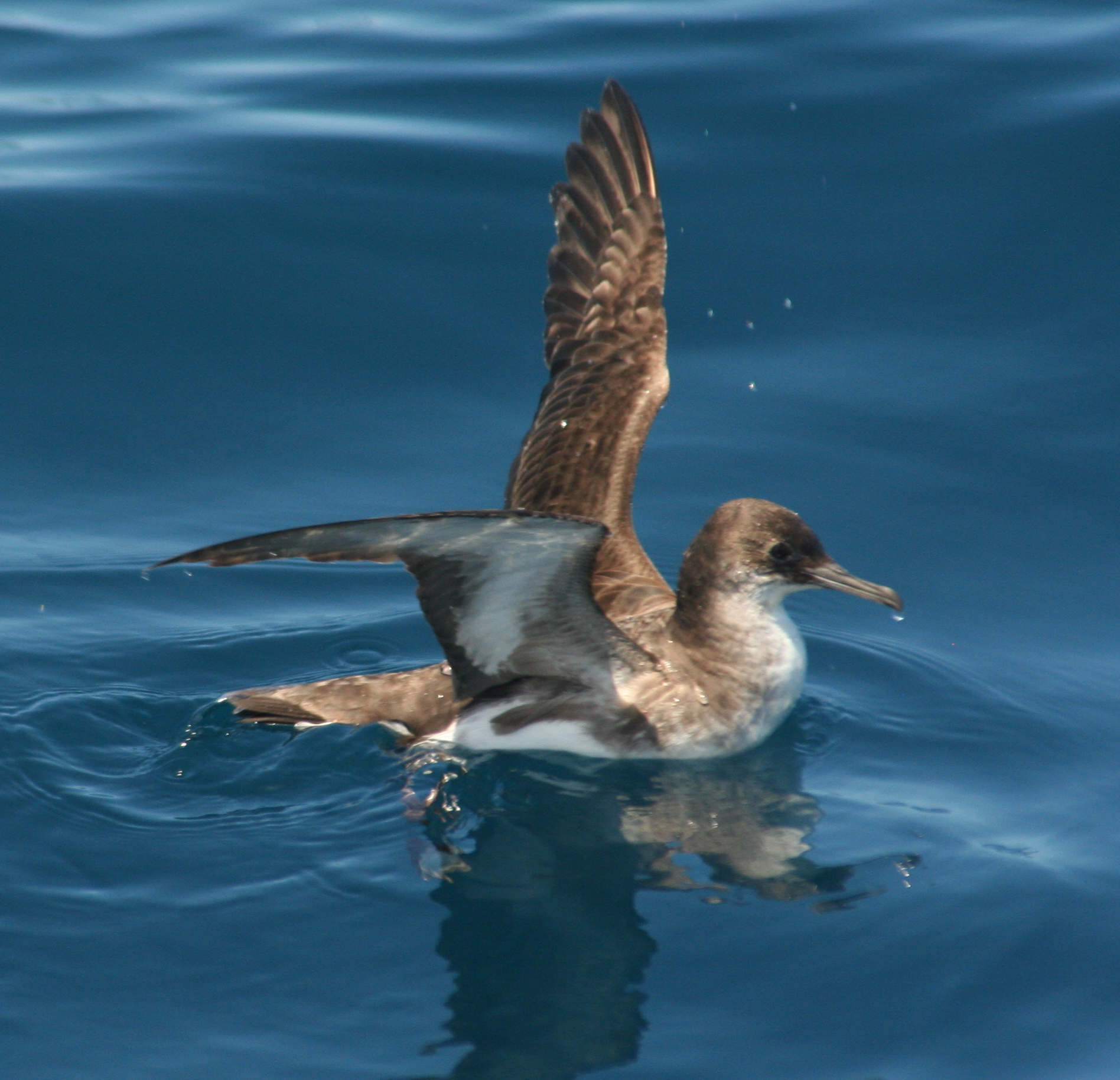